# Comunidad de universidades y establecimientos
Una comunidad de universidades y establecimientos (abreviada como COMUE, ComUE o Comue) es un organismo público francés de carácter científico, cultural y profesional (EPSCP). Una comunidad de universidades y establecimientos reúne a departamentos, escuelas universitarias, facultades o instituciones científicas de educación superior e investigación. Mediante estatuto creado por la ley de 22 de julio de 2013 se desarrollan aspectos importantes de su naturaleza y funciones.

## Funcionamiento
Las comunidades de universidades y establecimientos tienen como finalidad coordinar las ofertas de formación y las estrategias de investigación y transferencia de conocimiento de las unidades públicas de educación superior que la forman en un territorio determinado. Como institución de derecho público, pueden, por ejemplo, expedir diplomas y tener su propia asignación presupuestaria, lo que la anterior legislación impedía. El nombre y los estatutos de una comunidad de universidades y establecimientos son adoptados de manera consensuada por todos y cada uno de los establecimientos y organizaciones que han decidido participar. La creación del establecimiento se aprueba mediante decreto ministerial. La política del establecimiento la determina su consejo de administración, que elige a su presidente y a un vicepresidente. Una vez adoptados, estos estatutos se modifican por deliberación de la junta directiva de la comunidad de universidades y establecimientos, previo dictamen favorable del consejo de miembros emitido por mayoría de dos tercios. Estas modificaciones se aprueban mediante decreto. Al igual que en una universidad, un consejo académico representa a los docentes-investigadores, al personal y a los usuarios de la comunidad o establecimientos miembros.

## Puesta en práctica
En 2013, la ministra Geneviève Fioraso y los equipos ministeriales habían previsto inicialmente 30 agrupaciones. Un año más tarde, se formaron 26 grupos, 19 de los cuales optaron por este estatuto de comunidad de universidades y establecimientos y los otros 7 prefirieron la fórmula menos restrictiva de la asociación. 

## Estatuto
En 2017, el Ministerio de Educación Superior se concede diez años para hacer un balance de las conexiones que este estatuto permite.  Pero desde 2018, parecen empezar a producir efectos positivos en la reputación internacional de determinadas formaciones francesas en cuestión, en particular para la comunidad de universidades y establecimientos de PSL Research University (PSL). Esta ComUE reúne a 25 organismos, entre ellos la École Normale Supérieure (ENS) de Ulm, la Escuela Nacional Superior de Minas de París, la Universidad París-Dauphine, la École Pratique des Hautes Études, la Escuela de Estudios Superiores en Ciencias Sociales (EHESS), la Escuela Nacional de Bellas Artes, La Fémis, etc.  Sin embargo, en 2018, la comunidad de universidades y establecimientos del PSL sigue estando mal clasificada en el ranking de Shanghai y se desea una mayor integración para lograr este objetivo. 
En 2019, las comunidades de universidades y establecimientos del PSL y la Universidad Paris-Saclay perdieron el estatus de ComUE y se convirtieron en agrupación universitarhia (EPE). En 2020, PSL Research University, beneficiándose de este nuevo estatus, pasó a ocupar el puesto 36 del ranking de Shanghai.